# Pieter Willem Botha
Pour les articles homonymes, voir Botha.
Pieter Willem Botha, né le 12 janvier 1916 à Paul Roux dans l'État libre d'Orange et mort le 31 octobre 2006 à Wilderness, dans la province du Cap-Occidental, est un homme d'État sud-africain. Ministre de la Défense de 1966 à 1980, Premier ministre de 1978 à 1984 et président de l'État de 1984 à 1989.
Connu sous ses simples initiales de PW ou sous son surnom de Groot Krokodil qui signifie « grand crocodile » en afrikaans, il consacre sa vie à l'Afrikanerdom (nationalisme afrikaner), au Parti national et à l'anti-communisme. Son pragmatisme l'a conduit également à tenter de réformer la politique d'apartheid avec la mise en place d'un parlement tricaméral.

## Le militant du Parti national (1934-1958)
Fils de fermiers afrikaners, Pieter Willem Botha est né à Paul Roux dans l'État libre d'Orange.
Son père, également nommé Pieter Willem Botha (1872-1955), est un ancien combattant de la seconde guerre des Boers.
Sa mère, Hendrina Christina de Wet (1874-1945), a perdu deux de ses 3 enfants issus de son premier mariage, dans les camps de concentration britanniques de Lord Kitchener durant la guerre des Boers. La ferme familiale située à Senekal a été détruite alors que son mari, Johannes Prinsloo a été emprisonné et déporté dans un camp britannique sur l'île de Ceylan. Après son rapatriement en Afrique du Sud, il entreprend de reconstruire sa ferme mais il meurt en 1909. Hendrina de Wet se remarie en 1915 avec Pieter Willem Botha et donne naissance au jeune P.W. Botha en 1916.
P.W. Botha grandit dans une famille nationaliste afrikaner, marquée par la guerre des Boers. Durant les années 1930, si son père soutient politiquement les vues plus modérées du général James Barry Hertzog, sa mère soutient les convictions nationalistes intransigeantes de Daniel François Malan et du Parti national purifié.
Après le lycée de Betlehem, P.W. Botha entame des études de droit en 1934 à Bloemfontein. Il adhère aux mouvements associatifs afrikaners ainsi qu'au Parti national purifié de D.F. Malan qu'il aide à réorganiser après sa scission avec les modérés de James B. Hertzog.
Malan lui propose alors un poste officiel au Cap pour organiser le parti. Botha quitte alors Bloemfontein et abandonne ses études.
En 1939, au Cap, avec Theophilus Dönges et Balthazar Johannes Vorster, il participe à la formation de la branche régionale du Ossewabrandwag ("les sentinelles des chariots"), une organisation afrikaner dont il devient quelque temps un des dirigeants et où il s'oppose, sans succès, à la nazification de celle-ci. Il prend alors ses distances avec l'Ossewabrandwag et évite ainsi l'internement dans les prisons britanniques contrairement à Vorster. Il attaque même vigoureusement l'organisation et le national-socialisme dont elle se réclamait et qu'il estime inconciliable et dangereux pour les valeurs du national-christianisme dont les Afrikaners se prévalent. Son exclusion du mouvement ne tarde pas et précède de peu l'ordre donné par Malan à tous les membres du parti national, qui en étaient membres, de quitter l'Ossewabrandwag.
En 1946, Botha reprend son ascension dans l'organisation interne du parti. Il participe activement à la propagande notamment en dénigrant et diffamant ses adversaires politiques. C'est ainsi qu'il cible avec succès Jan Hendrik Hofmeyr, le dauphin du Premier ministre Jan Smuts, connu pour son soutien à l'égalité raciale.
Élu au parlement en 1948 dans la circonscription de George sous les couleurs du Parti national victorieux, Pieter Willem Botha est convaincu que l'apartheid, le programme politique de politique raciale sur lequel s'est fait élire le parti national, pourra protéger les libertés et les droits du peuple afrikaner.

## Ministre du Parti national (1958-1980)

Pieter Botha aux Pays-Bas en 1963.

En 1958, il devient vice-ministre de l'Intérieur dans le gouvernement d'Hendrik Verwoerd.
En 1961, Verwoerd fait entrer Botha et Balthazar Johannes Vorster dans son cabinet. Botha devient ministre des Affaires métis et du Développement communautaire tandis que Vorster devient le nouveau ministre de la Justice.
Loyal et discipliné, hostile aux débats publics sur les décisions prises par le gouvernement, Botha applique consciencieusement la politique de l'apartheid. Il procède notamment à l'expulsion des populations de couleur du district six au Cap, bien qu'il ait à plusieurs reprises émis, au sein du cabinet, des réserves sur les conséquences des décisions qui y étaient adoptées.
En 1964, il prend en charge le ministère des Travaux publics en complément de ses fonctions au ministère des Affaires métis et du Développement communautaire.
En 1966, il est élu président du Parti national dans la province du Cap. Il devient également ministre de la défense, nommé par Verwoerd, poste qu'il conserva jusqu'en 1980.
Durant ses années à ce poste, il modernise l'armée sud-africaine en obtenant notamment l'autosuffisance en matière d'armement et en entamant la mise en place d'un programme nucléaire militaire et civil.
En 1968, il fonde la première industrie d'armement du pays, Armscor.
En 1975, soutenu par le gouvernement américain de Gerald Ford, le Premier ministre John Vorster avec le soutien de Hendrik van der Bergh, chef du Bureau de la sécurité d'État (B00S.S.), envisagea une implication minimum et circonstanciée des forces armées sud-africaines pour installer un gouvernement pro-occidental en Angola, une ancienne colonie portugaise, alors gouvernée par les marxistes du Mouvement populaire de libération de l'Angola.
Mais Pieter Willem Botha et son chef des armées, Magnus Malan, convaincus de l'existence d'un plan global soviétique dont le but est la prise de pouvoir en Afrique du Sud, se font alors les avocats d'un plan plus radical, une invasion du pays par les troupes sud-africaines pour chasser le MPLA de Luanda.
Finalement, c'est la première option qui est choisie : en août 1975, les troupes sud-africaines envahissent le sud de l'Angola et poussent jusqu'à Luanda. En décembre, le Congrès américain fait retirer son aide financière aux mouvements et aux troupes hostiles au MPLA alors que l'armée sud-africaine est aux portes de la capitale angolaise.
Furieux et humiliés, les sud-africains apparaissent alors comme les seuls coupables de l'invasion et sont obligés de se retirer du pays. Ils apportent ensuite une aide logistique au mouvement rebelle de l'Union nationale pour l'indépendance totale de l'Angola de Jonas Savimbi afin notamment de protéger la frontière nord de leur colonie du Sud-Ouest africain contre les infiltrations de l'organisation indépendantiste SWAPO.
En 1978, l'Afrique du Sud est le onzième fabricant d'armes au monde alors que le pays fait l'objet d'un embargo de l'ONU depuis 1977. En 1979, l'Afrique du Sud dispose de sa première bombe atomique.

## Premier ministre (1978-1984)
En 1978, à la suite de la démission de John Vorster du poste du président du Parti national et de celui de Premier ministre des élections internes ont lieu au sein du parti pour désigner son successeur. Pieter Botha alors considéré comme un conservateur se présente face à deux rivaux Pik Botha, ministre des Affaires étrangères et représentant de l'aile libérale du parti, très populaire chez les blancs sud-africains et considéré comme le favori de John Vorster. et un autre conservateur Connie Mulder, président du Parti national du Transvaal. À l'issue du premier tour de scrutin Pik Botha est éliminé avec seulement 22 voix, Pieter Willem Botha obtient 78 voix contre 72 à Mulder. Au second tour du scrutin Pieter Williem Botha l'emporte contre Mulder par 98 voix contre 74.
Partisan des « sécurocrates » de l'administration, Pieter Willem Botha n'en est pas moins considéré comme un verlighte (« éclairé ») au sein du Parti national, conscient des limites de l'apartheid, à l'opposé des conservateurs (« crispés sur les privilèges de l'apartheid »). En 1979, pour contrer les conservateurs qui invoquent la menace de l'assaut total des communistes (total onslaught) sur le pays justifiant le renforcement de l'apartheid, Botha développe le concept d'une total strategy couvrant tous les domaines aussi bien politique, économique, culturel, militaire et sécuritaire, résumé par le principe « s'adapter ou mourir ». En 1979, il achève la déségrégation de l'armée qu'il avait initiée alors que le pays réussit son premier essai nucléaire dans le désert du Kalahari. La même année, son ministre de l'emploi, Fanie Botha, procéda à l'abandon de la loi d'apartheid réservant les emplois dans les mines aux blancs ce qui le conduira à avoir une violente confrontation avec le syndicat des mineurs blancs (Mine Workers Union) et autorisa la formation de syndicats noirs dans le domaine minier.
En juin 1979, il reçoit avec son ministre des affaires étrangères Pik Botha, le premier premier ministre noir de Rhodésie, Abel Muzorewa, qui effectue à cette occasion sa première visite à l'étranger en tant que premier ministre,. Le 20 octobre 1979, il reçoit une délégation du gouvernement Muzorewa conduite par le vice-premier ministre le Dr Silas Mundawarara, à Pretoria. Les discussions portent sur une éventuelle aide sud-africaine au Zimbabwe-Rhodésie pour financer la lutte contre les marxistes, en plus de la nécessité pour le Zimbabwe-Rhodésie de faire lever les sanctions actuellement imposées à leur encontre.
Le 28 décembre 1979, Muzorewa, rencontre de nouveau cette fois, au Cap Pieter Botha, Muzorewa, déclare à cette occasion, (Nous pouvons gagner les élections grâce à un travail acharné et à l'aide continue de l'Afrique du Sud. Nous sommes appelés à redoubler d’efforts de la fois précédente. Nous avons besoin de plus de fonds pour rivaliser avec le Front patriotique qui reçoit des sommes presque illimitées des Russes. Mugabe est ma pire menace politique. Nous n’avons pas de réelle inquiétude pour Nkomo. Sa réputation s'est estompée au fil des années, notamment dans le Mashonaland où vit plus de 80 pour cent de la population. Il ne bénéficie même pas du soutien total des Matabele. Muzorewa dit à Botha, Nous vous voulons, nous avons besoin de vous. C'est une question de vie ou de mort pour nous. 
En 1980, Botha créé une commission parlementaire dirigée par son ministre de la justice Alwyn Schlebusch (qui joue cette même année un rôle décisif dans l'admission des premiers avocats noirs au barreau de Pretoria) pour examiner les réformes proposées par la commission Theron, mise en place par son prédécesseur John Vorster 7 ans plus tôt. Dans ses rapports, la commission Theron stipule que le système parlementaire de Westminster est obsolète, inadapté pour une société multiculturelle et plurielle comme la société sud-africaine, renforce les conflits politiques et la domination culturelle d'un groupe sur les autres, formant ainsi un obstacle à la bonne gouvernance du pays. La commission en appelle au changement de système mais ne remet pas en question le principe des lois d'apartheid mis progressivement en place par le gouvernement sud-africain depuis 1948. Soutenu par les éléments de l'aile libérale du Parti national, Botha entreprend alors une vaste réforme constitutionnelle secondé par son ministre de la réforme constitutionnelle Chris Heunis.
Mais sa volonté de réformer le système se heurte aux résistances des éléments de l'aile conservatrice du Parti national menés par ses ministres Andries Treurnicht et Ferdinand Hartzenberg. Ces derniers quittent le gouvernement et le Parti pour créer le 20 mars 1982 Parti conservateur qui reçoit immédiatement le soutien de personnalités comme Jimmy Kruger (ancien ministre de la justice et ancien président du sénat sud-africain aboli en 1981), Connie Mulder, chef du Parti national-conservateur, de John Vorster, ou Betsie Verwoerd (la veuve d'Hendrik Verwoerd). Le 2 novembre 1983, Botha parvient à faire adopter une nouvelle Constitution par référendum instituant un parlement tricaméral avec des chambres séparées pour les métis et les indiens, ainsi qu'une présidence exécutive. L'ancien Sénat défaillant est supprimé, les pouvoirs de l'assemblée nationale diminués, l'administration réformée et le régime présidentialisé.

## Président de l'État (1984-1989)

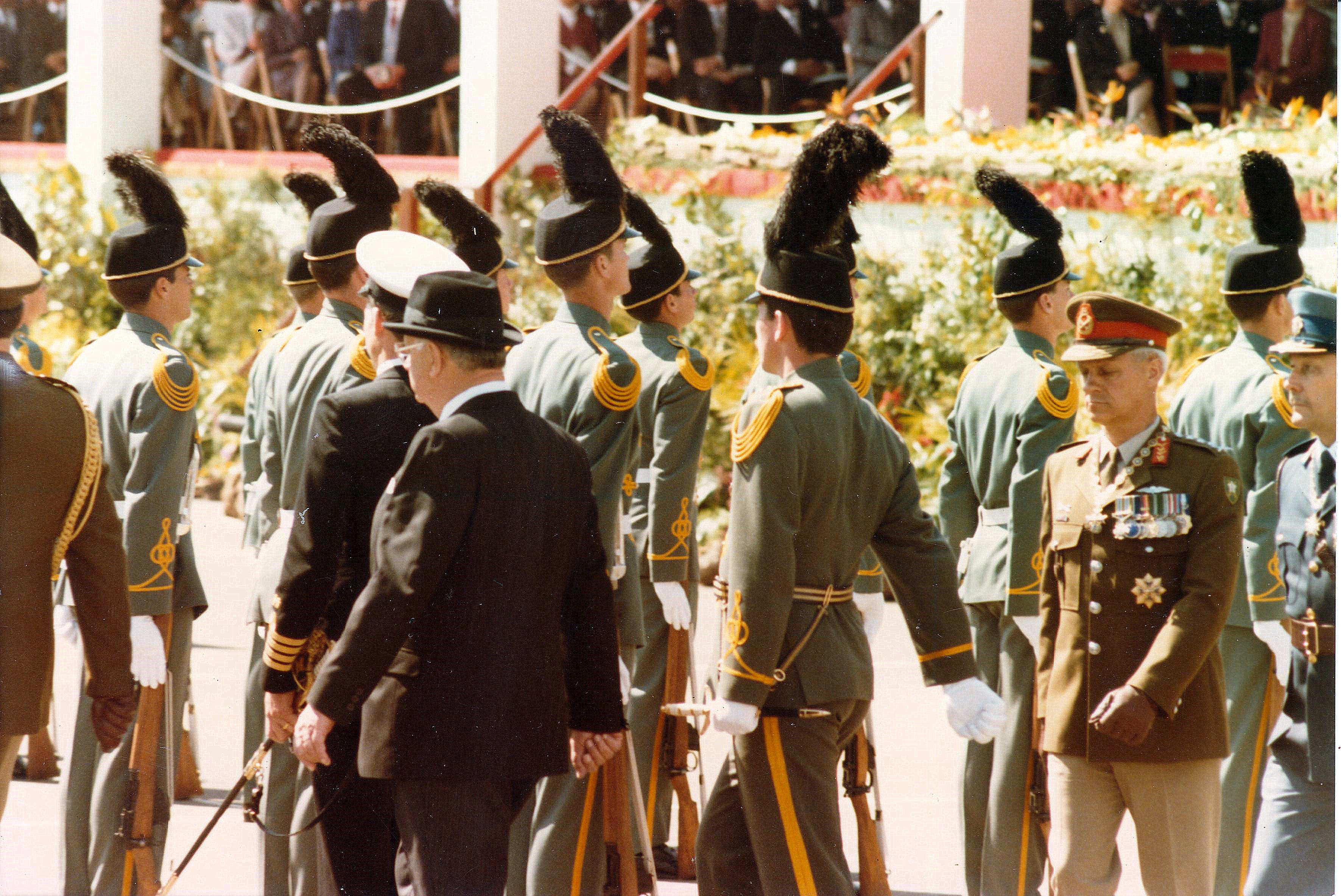
Investiture présidentielle de P.W. Botha en 1984. Le nouveau président sud-africain passe en revue la garde d'honneur accompagné par les chefs de l'armée sud-africaine, dont le général Constand Viljoen, le chef d'état major des armées.

En 1984, la nouvelle Constitution entre en vigueur. Le poste de Premier ministre étant supprimé, Botha est élu président de l'État, une fonction qui n'avait été jusque-là qu'honorifique et qui désormais est la fonction principale de l'exécutif.
En dépit de son ouverture au centre et de son pragmatisme, l'autoritarisme du Président PW Botha ne parvient pas à changer l'image du pays à l'étranger. Homme colérique et autoritaire à la lippe méprisante, il caricature malgré lui l'image que le monde extérieur a de l'Afrikaner.
Pourtant, la diplomatie de son gouvernement parvient à quelques réussites comme la signature à Komatipoort d'un accord de non-ingérence et de bon voisinage (accord de Nkomati) avec Samora Machel, président du Mozambique le 16 mars 1984. Dans ces accords signés solennellement par les deux présidents, le gouvernement mozambicain promet de ne plus apporter d'aide au Congrès national africain en contrepartie de l'arrêt du soutien sud-africain à la RENAMO. Dans le même temps, Botha donne son accord à des entretiens discrets entre des représentants du gouvernement et des membres de l'ANC en exil.

Pieter Botha et son épouse en 1984

Mais à partir de 1985, les révoltes de la population noire et la répression policière dans les townships conduisent l'ONU à imposer de nouvelles sanctions économiques et financières internationales contre l'Afrique du Sud.
Sous la pression interne et externe, plusieurs réformes sont entreprises. Le "grand dessin réformiste" se limite cependant, en plus de la nouvelle Constitution, à la légalisation des mariages interraciaux, à la modification de la loi interdisant les partis politiques multiraciaux et de la loi sur l'habitat séparé (Group Areas Act). Il ouvre également la représentation municipale aux noirs des townships des zones urbaines.
Botha refuse néanmoins de "franchir le Rubicon" et d'accorder le droit de vote aux Noirs et ainsi remettre en cause la suprématie politique des Blancs.
En 1986, les principaux partenaires économiques de l’Afrique du Sud décrètent des sanctions économiques contre le pays alors que Botha déclare l'état d'urgence à la suite des émeutes et des affrontements violents qui ensanglantent le pays, notamment entre les mouvements noirs et la police et entre partisans de l'ANC et de l'Inkhata zoulou.
Au sein même de l'électorat blanc, le poids pris par le parti conservateur aux élections municipales et générales l'incite à restreindre les réformes.
En mai 1988, la réactivation de l'accord de Nkomati est décidée lors de sa rencontre avec Joaquim Chissano, le président mozambicain afin de mieux assurer la sécurité sur la frontière sud-africaine mais aussi afin de relancer le développement économique de la région septentrionale.
Botha engage également une correspondance directe avec les dirigeants emprisonnés de l'ANC et prend des mesures pour jeter les bases d'un règlement pacifiquement négocié. Il demande à son ministre de la justice Kobie Coetsee d'entamer le dialogue avec Nelson Mandela, condamné à une peine de prison à perpétuité depuis 1964. C'est ainsi qu'en 1989, Botha lui-même rencontre Nelson Mandela à la résidence présidentielle du Cap.
À la suite d'un accident cardiaque en janvier 1989, Botha est brièvement hors d'état de gouverner. Chris Heunis assure l'intérim de la présidence pendant cent jours alors que sa succession fait déjà l'objet d'âpres discussions chez les nationalistes. Botha accepte alors de quitter la présidence du parti mais refuse de démissionner de sa fonction de chef d'État.
Le 13 août 1989, il annonce finalement sa démission, forcée, à la télévision tout en dénonçant les manœuvres politiques des membres de son Cabinet et du nouveau président du parti, Frederik de Klerk, lequel lui succède alors au poste de président de la République.

## Après la présidence
Il se retire dans sa région de George dans la province du Cap, d'où il ne cesse de dénoncer toutes les réformes de De Klerk, notamment la libération de Nelson Mandela, la légalisation des partis noirs et le démantèlement progressif de l'apartheid.
En 1992, lors du référendum sur les négociations constitutionnelles, il appelle à voter non contre les réformes de De Klerk.
En novembre 1995, sa rencontre à domicile avec Nelson Mandela est cette fois officielle et télévisée.
En 1997, il refuse de témoigner devant la commission de vérité et de réconciliation présidée par l'archevêque Desmond Tutu, dénonçant un « cirque ». Reconnu coupable d'outrage à la Cour pour avoir refusé de témoigner sur son rôle en tant que président du Conseil de sécurité sud-africain, il est d'abord condamné à un an de prison avec sursis, avant de gagner en appel. Dans son rapport final en 1998, la commission conclut que Pieter Botha est l'auteur de l'ordre autorisant les services secrets à commettre un attentat contre un immeuble de Johannesbourg abritant un groupe anti-apartheid et contre les locaux du Congrès national africain (ANC) à Londres, en 1987.
En 2005, Pieter Willem Botha confirme dans un entretien télévisé qu'il ne demanderait aucune excuse pour l'apartheid et affirme qu'il n'est pas au courant des assassinats et autres exactions reprochées par la Commission lorsqu'il était au pouvoir.
Pieter Botha est décédé dans sa résidence de Wilderness dans le Cap-Occidental le 31 octobre 2006, âgé de quatre-vingt-dix ans.

## Hommage national
L'hommage national rendu au lendemain de sa mort insista sur son rôle d'initiateur des réformes qui allaient mettre à bas l'apartheid. Si les drapeaux furent mis en berne jusqu'à l'enterrement prévu le 8 novembre à George, les funérailles officielles proposées par la présidence furent déclinées par la famille. L'hommage de Nelson Mandela au "Groot Krokodil" fut le plus remarqué par la presse étrangère.
- « Alors que pour beaucoup M. Botha restera un symbole de l'apartheid, nous nous souvenons aussi de lui pour les démarches qu'il a entreprises afin d'ouvrir la voie vers l'accord final négocié pacifiquement dans notre pays » - Nelson Mandela, 1er novembre 2006
- « Pieter Botha a pris la direction du gouvernement à un moment difficile de l’histoire du pays (…) Il faut mettre à son crédit le fait qu’il a réalisé la futilité de lutter contre ce qui était inévitable [la fin de la ségrégation raciale] (…) Des deux [Botha et l'ancien président de l'ANC Oliver Tambo], on peut dire, reprenant les mots du chef palestinien Yasser Arafat, lorsqu'il parlait de l'Israélien Yitzhak Rabin, qu'ils étaient partenaires dans la mise en place d'une paix des braves » - Thabo Mbeki, lequel confirma que Botha avait approuvé les premières négociations secrètes entre l'ANC et des représentants officiels du gouvernement dès 1985.
- « C'est avec tristesse que j'ai appris la mort de l'ancien président Pieter Botha (…). Pieter Botha était président à une époque où le pays était en conflit et en sang. Mais quand il fut convaincu de la nécessité du changement, il en a fait prendre conscience son parti et ses fidèles avec son discours 'Adapt or Die' (…). Ce ne fut pas facile pour lui et ce ne fut pas bien reçu parmi les plus dogmatiques de son parti (...). Ce fut aussi Pieter Botha qui envoya le premier émissaire Piet de Lange rencontrer des membres de l'ANC afin de discuter de la possibilité de négociations » - Jacob Zuma (ANC), ancien vice-président d'Afrique du Sud

## Funérailles
Ses funérailles ont lieu le 8 novembre 2006 à George. Près de huit cents personnes assistent à l'office funèbre dont le président sud-africain Thabo Mbeki et son épouse, l'ancien président Frederik Willem de Klerk, les anciens ministres Gerrit Viljoen et Gene Louw, l'ancien chef d'état-major Constand Viljoen, l'ancien ministre et ancien chef du parti conservateur Ferdinand Hartzenberg.
Il est enterré au cimetière de Hoekwil, près de Wilderness, au côté de sa première épouse.

## Toponymie
Le faubourg de Bothasig dans la banlieue nord de la ville du Cap est baptisé en 1966 en l'honneur de PW Botha, alors ministre du développement communautaire.
Si l'aéroport de la ville de George porta son nom jusqu'en 1995, un collège et une rue de George continuent de porter son patronyme (PW Botha) ainsi qu'une avenue à Centurion (Pieter Botha Avenue) et une rue à Hoopstad dans l'État libre d'Orange.

## Vie personnelle

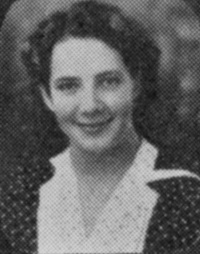
Anna Elizabeth Botha dans les années 1940

Marié en 1943 à Anna Elizabeth Rossouw (6 mai 1922 - 6 juin 1997), Pieter Botha a cinq enfants dont trois filles et deux garçons : 
- Pieter Willem Botha
- Elanza Botha
- Amelia Botha (- janvier 2022)[12]
- Rozanne Botha (14 octobre 1959 - 2 octobre 2022), auteure-compositrice-interprète, chroniqueuse au journal afrikaans, Beeld.
- Rossouw Botha

Veuf à la fin 1997, P.W. Botha se remarie avec Barbara Robertson, sa secrétaire juridique, alors âgée de cinquante-sept ans, le 22 juin 1998.

## Documents multimédias
- (en) Reportage de la BBC
- (af) Reportage de SABC 2